# CNP
CNP (англ. 2',3'-cyclic nucleotide 3' phosphodiesterase) – білок, який кодується однойменним геном, розташованим у людей на короткому плечі 17-ї хромосоми. Довжина поліпептидного ланцюга білка становить 421 амінокислот, а молекулярна маса — 47 579.
| 10         |  | 20         |  | 30         |  | 40         |  | 50         |
| ---------- |  | ---------- |  | ---------- |  | ---------- |  | ---------- |
| MNRGFSRKSH |  | TFLPKIFFRK |  | MSSSGAKDKP |  | ELQFPFLQDE |  | DTVATLLECK |
| TLFILRGLPG |  | SGKSTLARVI |  | VDKYRDGTKM |  | VSADAYKITP |  | GARGAFSEEY |
| KRLDEDLAAY |  | CRRRDIRILV |  | LDDTNHERER |  | LEQLFEMADQ |  | YQYQVVLVEP |
| KTAWRLDCAQ |  | LKEKNQWQLS |  | ADDLKKLKPG |  | LEKDFLPLYF |  | GWFLTKKSSE |
| TLRKAGQVFL |  | EELGNHKAFK |  | KELRQFVPGD |  | EPREKMDLVT |  | YFGKRPPGVL |
| HCTTKFCDYG |  | KAPGAEEYAQ |  | QDVLKKSYSK |  | AFTLTISALF |  | VTPKTTGARV |
| ELSEQQLQLW |  | PSDVDKLSPT |  | DNLPRGSRAH |  | ITLGCAADVE |  | AVQTGLDLLE |
| ILRQEKGGSR |  | GEEVGELSRG |  | KLYSLGNGRW |  | MLTLAKNMEV |  | RAIFTGYYGK |
| GKPVPTQGSR |  | KGGALQSCTI |  | I          |  |            |  |            |

A: Аланін

C: Цистеїн

D: Аспарагінова кислота

E: Глутамінова кислота

F: Фенілаланін

G: Гліцин

H: Гістидин

I: Ізолейцин

K: Лізин

L: Лейцин

M: Метіонін

N: Аспарагін

P: Пролін

Q: Глутамін

R: Аргінін

S: Серин

T: Треонін

V: Валін

W: Триптофан

Кодований геном білок за функціями належить до гідролаз, фосфопротеїнів. 
Задіяний у такому біологічному процесі, як альтернативний сплайсинг. 
Білок має сайт для зв'язування з РНК. 
Локалізований у мембрані.